# Festival des 3 Continents 1992
Le Festival des 3 Continents 1992, 14e édition du festival, s'est déroulé du 24 novembre au 1er décembre 1992.

## Déroulement et faits marquants
Outre la compétition, la 14e édition du festival propose des rétrospectives consacrées au cinéma vietnamien, aux cinémas des républiques asiatiques de la C.E.I., et aux films de rumberas du cinéma mexicain.

## Jury
- Laura Morante : actrice italienne
- Alain Depardieu : producteur français
- Arnaud Desplechin : réalisateur français
- Karen Gevorkian : réalisateur arménien
- Jan Saudek : photographe tchèque

## Sélection

### En compétition
| Titre                                           | Réalisation          | Pays         |
| ----------------------------------------------- | -------------------- | ------------ |
| Un lieu dans le monde                           | Adolfo Aristarain    | Argentine    |
| Alambrado                                       | Marco Bechis         | Chili        |
| Rabi                                            | Gaston Kaboré        | Burkina Faso |
| Un matin couleur de sang                        | Li Shaohong          | Chine        |
| Le poignard du chagrin s’est retiré de mon cœur | Hong Ki-Sun          | Corée du Sud |
| Dharavi                                         | Sudhir Mishra        | Inde         |
| La nécessité                                    | Alireza Davoudnejad  | Iran         |
| A propos de l'amour, Tokyo                      | Mitsuo Yanagimachi   | Japon        |
| Kaïrat                                          | Darezhan Omirbaev    | Kazakhstan   |
| Cammi                                           | Djakhonguir Fayziyev | Ouzbékistan  |
| La Nuit                                         | Mohamed Malas        | Syrie        |
| The Dumb Die Fast, the Smart Die Slow           | Manop Udomdej        | Thaïlande    |

### Autres programmations
- Républiques asiatiques de la C.E.I.
- 40ème anniversaire de la revue Positif
- Rétrospective du cinéma vietnamien
- Mexique : Las rumberas

## Palmarès
- Montgolfière d'or : Un matin couleur de sang de Li Shaohong
- Montgolfière d'argent : Kaïrat de Darezhan Omirbaev
- Prix d’interprétation féminine : Marina Kobakhidze dans Cammi
- Prix d’interprétation masculine : Tong Wu-xiao dans A propos de l'amour, Tokyo
- Prix spécial du jury : A propos de l'amour, Tokyo de Mitsuo Yanagimachi[1]